# Jesse Eisenberg
Pour les articles homonymes, voir Eisenberg.
Jesse Eisenberg, né le 5 octobre 1983 à New York, est un acteur, dramaturge, réalisateur et romancier américano-polonais.
Il est révélé par le premier rôle masculin de la comédie dramatique Adventureland : Un job d'été à éviter, la comédie horrifique Bienvenue à Zombieland, deux films sortis en 2009, puis le biopic The Social Network (2010), dans lequel il incarne Mark Zuckerberg. Par la suite, l'acteur tient les premiers rôles de films indépendants salués par la critique : The Double (2013), Night Moves (2014), The End of the Tour (2015) ou encore Resistance (2019), dans lequel il joue Marcel Marceau.
Parallèlement, il participe à des films plus populaires : deux longs-métrages de Woody Allen, To Rome with Love (2012) et Café Society (2016), mais aussi la saga Insaisissables. Il incarne également Lex Luthor dans l'univers cinématographique DC.

## Biographie
Jesse Adam Eisenberg, est né dans le Queens, arrondissement de New York. Sa mère Amy était clown, puis enseignante en sensibilisation culturelle (en) dans les hôpitaux, et son père Barry Eisenberg a travaillé dans un hôpital avant de devenir professeur de sociologie dans une université. Il a une sœur, Hallie Kate, qui est aussi actrice. Sa famille, de confession juive,, est originaire de Pologne et d'Ukraine. Outre la nationalité américaine, Eisenberg possède la nationalité polonaise.

## Carrière

### Débuts
Jesse Eisenberg quitte ses études secondaires pour s'inscrire dans une école d'art dramatique à New York, il commence sa carrière en 1999, à l'âge de 16 ans dans la série La Famille Green aux côtés d'Anne Hathaway, qui y joue sa grande sœur, mais la série s'arrête à la fin de la première saison.
En 2002, il enchaîne avec deux films indépendants : la comédie initiatique Oncle Roger de Dylan Kidd, où sa performance est saluée par la critique, puis incarne l'un des élèves du professeur interprété par Kevin Kline dans le drame Le Club des empereurs. Il rejoint en 2003 le casting quatre étoiles du thriller surnaturel de M. Night Shyamalan, Le Village, puis participe au retour au slasher du cinéaste Wes Craven, avec Cursed, sorti en 2005, et qui connaît un flop critique et commercial.
C'est dans le cinéma indépendant qu'il continue donc à évoluer : du remarqué Les Berkman se séparent de Noah Baumbach, toujours en 2005, au drame Charlie Banks de Fred Durst, sorti en 2007, où il interprète le rôle-titre. La même année, il évolue aux côtés de Richard Gere, Terrence Howard et James Brolin, dans le thriller The Hunting Party.

### Révélation critique

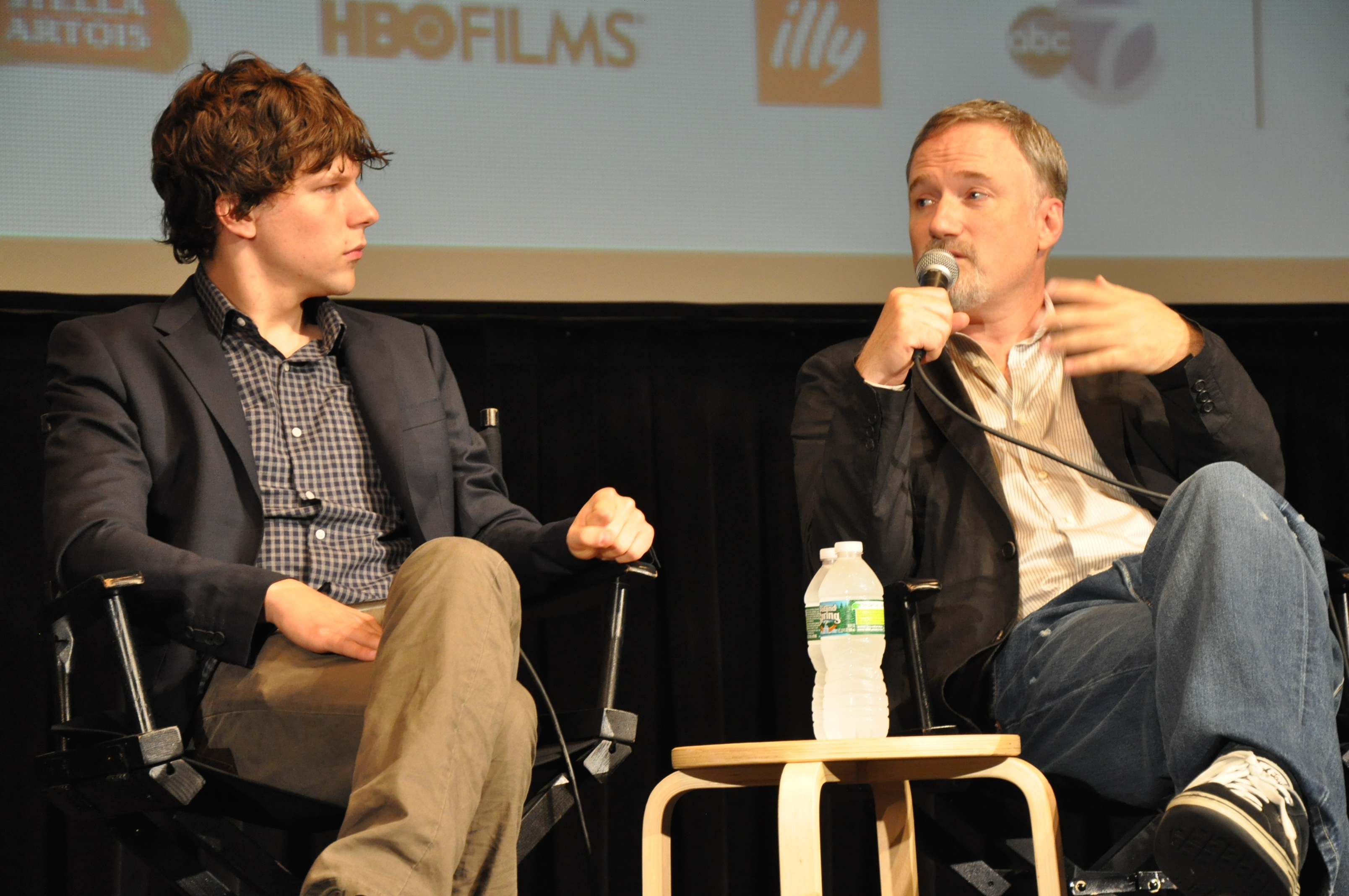
Aux côtés du cinéaste David Fincher, pour la présentation de The Social Network au New York Film Festival 2010.

Mais c'est le cinéma indépendant qui le révèle l'année suivante, avec la comédie initiatique Adventureland, dont il partage l'affiche avec la jeune Kristen Stewart, puis dans la comédie horrifique Bienvenue à Zombieland en 2009, où il donne la réplique aux vétérans Woody Harrelson et Bill Murray, mais aussi à la jeune Emma Stone.
Le réalisateur David Fincher le choisit la même année pour prêter ses traits à Mark Zuckerberg, le fondateur de Facebook, dans le biopic The Social Network. Le film, sorti en 2010, connaît un large succès critique dans le monde, recevant notamment huit nominations aux Oscars, et la performance du jeune acteur saluée par une nomination aux BAFTA Awards dans la catégorie meilleur acteur.

### Confirmation

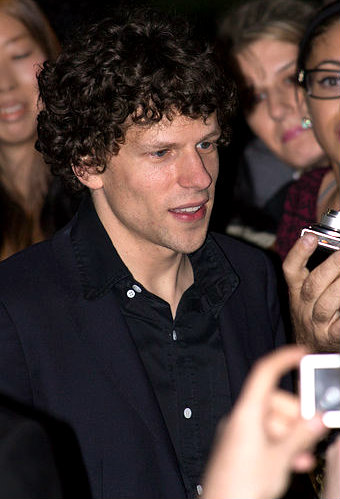
Lors de la présentation de The Double, au Festival international du film de Toronto 2013.

Il retourne à des projets plus modestes l'année suivante, avec les rôles principaux du drame indépendant Jewish Connection de Kevin Asch, et de la comédie d'action 30 minutes maximum de Ruben Fleischer. Cette même année 2011, son statut de jeune star lui permet néanmoins de prêter sa voix au personnage de Blu dans le film d'animation Rio, de Carlos Saldanha.
C'est en 2012, qu'il commence à vraiment capitaliser sur son succès : après la comédie Free Samples, avec la jeune Jess Weixler, il participe à la comédie chorale To Rome with Love de Woody Allen, puis mène la large distribution de la production Insaisissables, de Louis Leterrier. Il y retrouve en effet Woody Harrelson, mais collabore aussi avec Mark Ruffalo, Michael Caine ou encore Morgan Freeman. Le long-métrage, sorti en 2013, connaît un large succès commercial dans le monde, et une suite est commandée.
Cette même année, il est aussi la tête d'affiche de deux longs-métrages moins commerciaux, mais acclamés par la critique. Il incarne en effet deux personnages dans The Double, réalisé et adapté du roman éponyme de Fiodor Dostoïevski par Richard Ayoade ; puis il mène le drame indépendant Night Moves, de Kelly Reichardt.
En 2014, il retrouve le personnage de Blu pour Rio 2, toujours de Carlos Saldanha, puis entame le tournage du blockbuster Batman v Superman: Dawn of Justice, de Zack Snyder, dans lequel il prête ses traits à une icône de la culture populaire, Lex Luthor. La sortie du film est prévue pour 2016, quelques mois avant celle de Insaisissables 2, cette fois mis en scène par Jon M. Chu.
Avant cet enchaînement de grosses productions, il sera durant l'année 2015 à l'affiche du drame norvégien Plus fort que les bombes de Joachim Trier, puis de la comédie d'action American Ultra, de Nima Nourizadeh, dans laquelle il retrouvera Kristen Stewart. Enfin, il partagera l'affiche du biopic indépendant The End of the Tour, où il incarnera le célèbre journaliste américain David Lipsky, lors de sa tournée avec l'écrivain David Foster Wallace, interprété par Jason Segel.

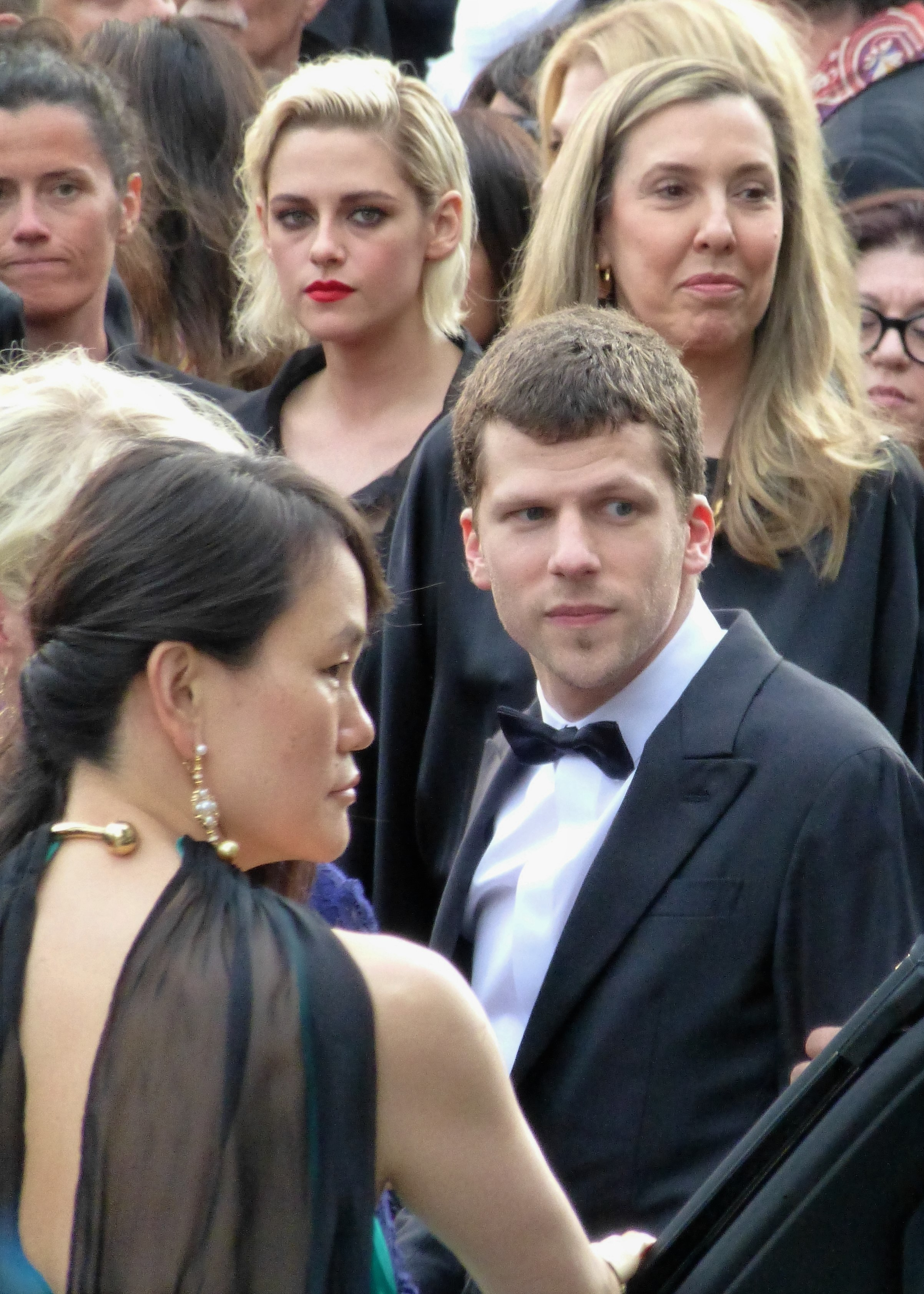
L'acteur, accompagné de Kristen Stewart et Soon-Yi Previn, lors de la présentation de Café Society au Festival de Cannes 2016.

En 2016, Il est l'acteur principal, aux côtés de Kristen Stewart, de la comédie dramatique de Woody Allen, Café Society. Le film fait l'ouverture du Festival de Cannes.

### Vie privée
De 2013 à 2015, Jesse Eisenberg a eu une relation avec l'actrice Mia Wasikowska, rencontrée sur le tournage du film The Double,.
En 2002, il rencontre Anna Strout, alors assistante, sur le tournage du film Le Club des empereurs. Le couple se sépare en 2012 et se retrouve en 2016. Ensemble, ils ont un garçon en 2017.

## Filmographie

### Acteur

#### Cinéma
- 2002 : Oncle Roger (Roger Dodger) de Dylan Kidd : Nick
- 2002 : Le Club des empereurs (The Emperor's Club) de Michael Hoffman : Louis Masoudi
- 2003 : Le Village (The Village) de M. Night Shyamalan : Jamison
- 2005 : Cursed de Wes Craven : Jimmy Hudson
- 2005 : Les Berkman se séparent (The Squid and the Whale) de Noah Baumbach : Walt Berkman
- 2007 : Charlie Banks (The Education of Charlie Banks) de Fred Durst : Charlie Banks
- 2007 : The Hunting Party de Richard Shepard : Benjamin Strauss
- 2009 : Adventureland : Un job d'été à éviter (Adventureland) de Greg Mottola : James Brennan
- 2009 : Bienvenue à Zombieland (Zombieland) de Ruben Fleischer : Columbus
- 2010 : Solitary Man de Brian Koppelman et David Levien : Daniel Cheston
- 2010 : Camp Hell de George Van Buskirk : Daniel Jacobs
- 2010 : The Social Network de David Fincher : Mark Zuckerberg
- 2011 : Jewish Connection (Holy Rollers) de Kevin Asch : Samuel « Sam » Goldenstein
- 2011 : Rio de Carlos Saldanha : Blu (voix)
- 2011 : 30 minutes maximum (30 Minutes or Less) de Ruben Fleischer : Nick Davis, le livreur de pizza
- 2012 : Free Samples de Jay Gammill : Tex
- 2012 : To Rome with Love de Woody Allen : Jack
- 2012 : Why Stop Now? de Phil Dorling et Ron Nyswaner : Eli "Mozart" Bloom
- 2013 : Insaisissables (Now You See Me) de Louis Leterrier : Daniel Atlas
- 2013 : The Double de Richard Ayoade : Simon / James
- 2014 : Night Moves de Kelly Reichardt : Josh Stamos
- 2014 : Rio 2 de Carlos Saldanha : Blu (voix)
- 2015 : The End of the Tour de James Ponsoldt : David Lipsky
- 2015 : American Ultra de Nima Nourizadeh : Mike Howell
- 2015 : Back Home (Louder than Bombs) de Joachim Trier : Jonah Reed
- 2016 : Batman v Superman : L'Aube de la justice (Batman v Superman: Dawn of Justice) de Zack Snyder : Lex Luthor
- 2016 : Café Society de Woody Allen : Bobby
- 2016 : Insaisissables 2 (Now You See Me 2) de Jon M. Chu : Daniel Atlas
- 2017 : Justice League de Zack Snyder : Lex Luthor (caméo non crédité, scène post-générique)
- 2018 : The Wall Street Project (The Hummingbird Project) de Kim Nguyen : Vincent Zaleski
- 2019 : Vivarium de Lorcan Finnegan : Tom
- 2019 : Retour à Zombieland (Zombieland: Double Tap) de Ruben Fleischer : Colombus
- 2019 : The Art of Self-Defense de Riley Stearns : Casey
- 2020 : Resistance de Jonathan Jakubowicz : Marcel Marceau
- 2021 : Zack Snyder's Justice League : Lex Luthor
- 2021 : Wild Indian de Lyle Mitchell Corbine Jr. : Jerry
- 2023 : Manodrome de John Trengove : Ralphie
- 2024 : Primitifs (Sasquatch Sunset) de David Zellner et Nathan Zellner : le mâle bigfoot
- 2024 : A Real Pain de lui-même : David Kaplan

Prochainement
- 2025 : Insaisissables 3 (Now You See Me 3) de Ruben Fleischer : Daniel Atlas

#### Télévision
- 1999-2000 : La Famille Green : Kenny Green
- 2001 : Le Feu qui venait du ciel : Eric Dobbs
- 2012 : The Newsroom : Eric Neal (saison 1, voix au téléphone)
- 2014 : Modern Family : Asher (saison 5, épisode 12)
- 2022 : Anatomie d'un divorce (Fleishman Is In Trouble) : Toby Fleishman

### Réalisateur
- 2022 : When You Finish Saving the World
- 2024 : A Real Pain
- 2026 : Untitled Jesse Eisenberg Musical

### Producteur
- 2024 : Sasquatch Sunset de David Zellner et Nathan Zellner
- 2024 : A Real Pain de lui-même

## Théâtre

### Dramaturge
- 2011 : Asuncion
- 2013 : The Revisionist
- 2015 : The Spoils

## Distinctions

### Récompenses
- Festival international du film de San Diego 2002 : meilleur acteur prometteur dans une comédie dramatique pour Roger Dodger
- Gotham Awards 2005 : meilleure distribution pour Les Berkman se séparent partagé avec Jeff Daniels, Laura Linney, Owen Kline, William Baldwin et Anna Paquin.
- Capri 2009 : meilleur acteur dans une comédie dramatique pour Solitary Man
- Boston Society of Film Critics Awards 2010 : Meilleur acteur pour The Social Network
- Hollywood Film Festival 2010 : meilleure distribution pour The Social Network partagé avec Andrew Garfield, Justin Timberlake, Armie Hammer, Rashida Jones, Denise Grayson, Brenda Song, Rooney Mara, John Getz, Joseph Mazzello, Dakota Johnson, Max Minghella et Josh Pence.
- Fangoria Chainsaw Awards 2010 : meilleur acteur pour Zombieland
- National Board of Review Awards 2010 : Meilleur acteur pour The Social Network
- Phoenix Film Critics Society Awards 2010 : Meilleure distribution pour The Social Network partagé avec Andrew Garfield, Justin Timberlake, Armie Hammer, Rashida Jones, Denise Grayson, Brenda Song, Rooney Mara, John Getz, Joseph Mazzello, Dakota Johnson, Max Minghella et Josh Pence.
- San Diego Film Critics Society Awards 2010 : Meilleure distribution pour The Social Network partagé avec Andrew Garfield, Justin Timberlake, Armie Hammer, Rashida Jones, Denise Grayson, Brenda Song, Rooney Mara, John Getz, Joseph Mazzello, Dakota Johnson, Max Minghella et Josh Pence.
- Toronto Film Critics Association Awards 2011 : meilleur acteur pour The Social Network
- Irish Film and Television Awards 2011 : meilleur acteur international pour The Social Network
- National Society of Film Critics Awards 2011 : Meilleur acteur pour The Social Network
- Festival international du film de Palm Springs 2011 : meilleure distribution pour The Social Network partagé avec Andrew Garfield, Justin Timberlake, Armie Hammer, Rashida Jones, Denise Grayson, Brenda Song, Rooney Mara, John Getz, Joseph Mazzello, Dakota Johnson, Max Minghella et Josh Pence.

### Nominations
- Dallas-Fort Worth Film Critics Association Awards 2005 : meilleur jeune acteur dans une comédie dramatique pour Les Berkman se séparent
- Critics' Choice Movie Awards 2006 : Meilleur acteur dans une comédie dramatique pour Les Berkman se séparent
- Independent Spirit Awards 2006 : meilleur jeune acteur dans une comédie dramatique pour Les Berkman se séparent
- Chlotrudis Awards 2006 : Meilleur acteur dans un second rôle dans une comédie dramatique pour Les Berkman se séparent
- Gotham Independent Film Awards 2009 : meilleure distribution pour Adventureland partagé avec Kristen Stewart, Martin Starr, Kristen Wiig, Bill Hader, Ryan Reynolds et Margarita Levieva
- Chicago Film Critics Association Awards 2010 : Meilleur acteur pour The Social Network
- Dallas-Fort Worth Film Critics Association Awards 2010 : Meilleur acteur pour The Social Network
- Satellite Awards 2010 : Meilleur acteur pour The Social Network
- Phoenix Film Critics Society Awards 2010 : Meilleur acteur pour The Social Network
- San Diego Film Critics Society Awards 2010 : Meilleur acteur pour The Social Network
- Washington DC Area Film Critics Association Awards 2010 :
  - Meilleure distribution pour The Social Network partagé avec Andrew Garfield, Justin Timberlake, Armie Hammer, Rashida Jones, Denise Grayson, Brenda Song, Rooney Mara, John Getz, Joseph Mazzello, Dakota Johnson, Max Minghella et Josh Pence
  - Meilleur acteur pour The Social Network
- British Academy Film Awards 2011 : Meilleur acteur pour The Social Network
- Central Ohio Film Critics Association Awards 2011 : 
  - Meilleur acteur pour The Social Network
  - Meilleure distribution pour The Social Network
- Critics' Choice Movie Awards 2011 :
  - Meilleur acteur pour The Social Network
  - Meilleure distribution pour The Social Network
- Empire Awards 2011 : Meilleur acteur pour The Social Network
- Golden Globes 2011 : Meilleur acteur pour The Social Network
- London Critics Circle Film Awards 2011 : meilleur acteur de l'année pour The Social Network
- National Movie Awards 2011 : meilleur acteur pour The Social Network
- MTV Movie Awards 2011 : meilleur acteur pour The Social Network
- Online Film Critics Society Awards 2011 : meilleur acteur pour The Social Network
- Oscars 2011 : Meilleur acteur pour The Social Network
- Screen Actors Guild Awards 2011 :
  - Meilleure distribution pour The Social Network
  - Meilleur acteur dans un premier rôle pour The Social Network
- Teen Choice Awards 2011 : Meilleur acteur pour The Social Network
- Vancouver Film Critics Circle Awards 2011 : meilleur acteur pour The Social Network
- Razzie Awards 2017 : Pire acteur dans un second rôle pour Batman v Superman : L'Aube de la justice
- Golden Globes 2025 : Meilleur acteur dans un film musical ou une comédie et Meilleur scénario pour A Real Pain
- Oscars 2025 : Meilleur scénario original pour A Real Pain

## Voix francophones
En France, Donald Reignoux est la voix française régulière de Jesse Eisenberg.
Au Québec, Hugolin Chevrette-Landesque est la voix québécoise régulière de l'acteur.

## Publication
- Bream Gives Me Hiccups, 2015 Publié en français sous le titre, La dorade me donne le hoquet, traduit par Antoine Chainas, Paris, Éditions JC Lattès, 2016, 220 p.  (ISBN 978-2-7096-4858-5) ; réédition, Paris, LGF, coll. « Le Livre de poche », no 34572, 2018  (ISBN 978-2-253-06999-7)